# Schelklingen
Schelklingen är en stad  i distriktet Alb-Donau-Kreis i Baden-Württemberg i Tyskland. Kommunen består av ortsdelarna (tyska Ortsteile) Schelklingen, Schmiechen, Hausen ob Urspring, Justingen, Ingstetten, Hütten, Gundershofen och Sondernach. Folkmängden uppgår till cirka 7 000 invånare, på en yta av 75,8 kvadratkilometer. Tätorten Schelklingen ligger i den sedan förhistorisk tid bebodda Donaudalen vid foten av bergsområdet Schwäbische Alb.

## Historik
Byn och slottets första ägare var självständiga herrar över Schelklingen, sannolikt besläktade med härskarna över Steusslingen, Justingen och närliggande områden. År 1127 donerade tre bröder mark till klostret Urspring. Omkring år 1200 övertogs området genom köp, äktenskap och arv av grevarna av Berg-Schelklingen. Orten omnämns som stad första gången 1234. Är 1343 sålde den siste greven av Berg-Schelklingen territoriet till Österrike. Staden låg kvar under Österrike till 1800-talets början. Efter freden i Pressburg 1805 fördes det över till Storhertigdömet Württemberg som belöning för den militära hjälp som Würtemberg lämnat till Napoleon.

## Befolkningsutveckling
| Befolkningsutvecklingen i Schelklingen 1975–2015 | Befolkningsutvecklingen i Schelklingen 1975–2015 | Befolkningsutvecklingen i Schelklingen 1975–2015 | Befolkningsutvecklingen i Schelklingen 1975–2015 | Befolkningsutvecklingen i Schelklingen 1975–2015 |
| ------------------------------------------------ | ------------------------------------------------ | ------------------------------------------------ | ------------------------------------------------ | ------------------------------------------------ |
|                                                  |                                                  |                                                  |                                                  |                                                  |
| År                                               |                                                  |                                                  | Folkmängd                                        | Areal (ha)                                       |
| 1975                                             | 1975                                             |                                                  | 6 415                                            | 7 281                                            |
| 1980                                             | 1980                                             |                                                  | 6 298                                            | 7 525                                            |
| 1985                                             | 1985                                             |                                                  | 6 111                                            | 7 523                                            |
| 1990                                             | 1990                                             |                                                  | 6 697                                            |                                                  |
| 1995                                             | 1995                                             |                                                  | 7 092                                            | 7 524                                            |
| 2000                                             | 2000                                             |                                                  | 7 122                                            |                                                  |
| 2005                                             | 2005                                             |                                                  | 7 165                                            |                                                  |
| 2010                                             | 2010                                             |                                                  | 7 072                                            |                                                  |
| 2015                                             | 2015                                             |                                                  | 6 783                                            | 7 580                                            |
|                                                  |                                                  |                                                  |                                                  |                                                  |

## Sevärdheter
- Hohle Fels. På högra sidan av floden Ach, öster om tätorten Schelklingen, ligger på 534 meters höjd grottan Hohle Fels, som varit bebodd åtminstone under stenåldern och som är en av de största grottorna i de schwabiska alperna.
- Schelklingens stadsmuseum ställer ut fornfynd från stenåldern och fynd från fram till medeltiden.

## Fotogalleri

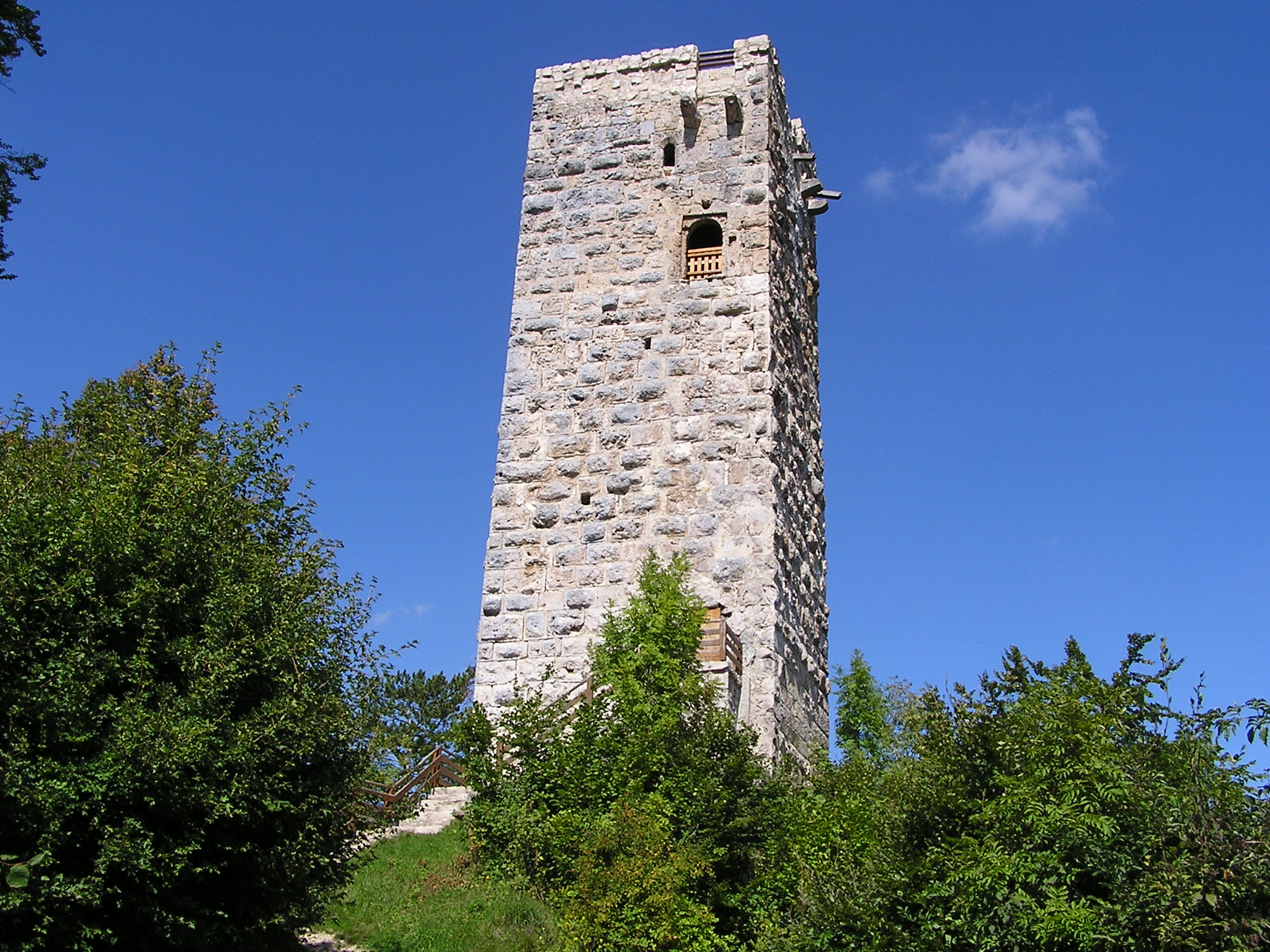
Borgen Hohenschelklingen på Schlossberg i Schelklingen
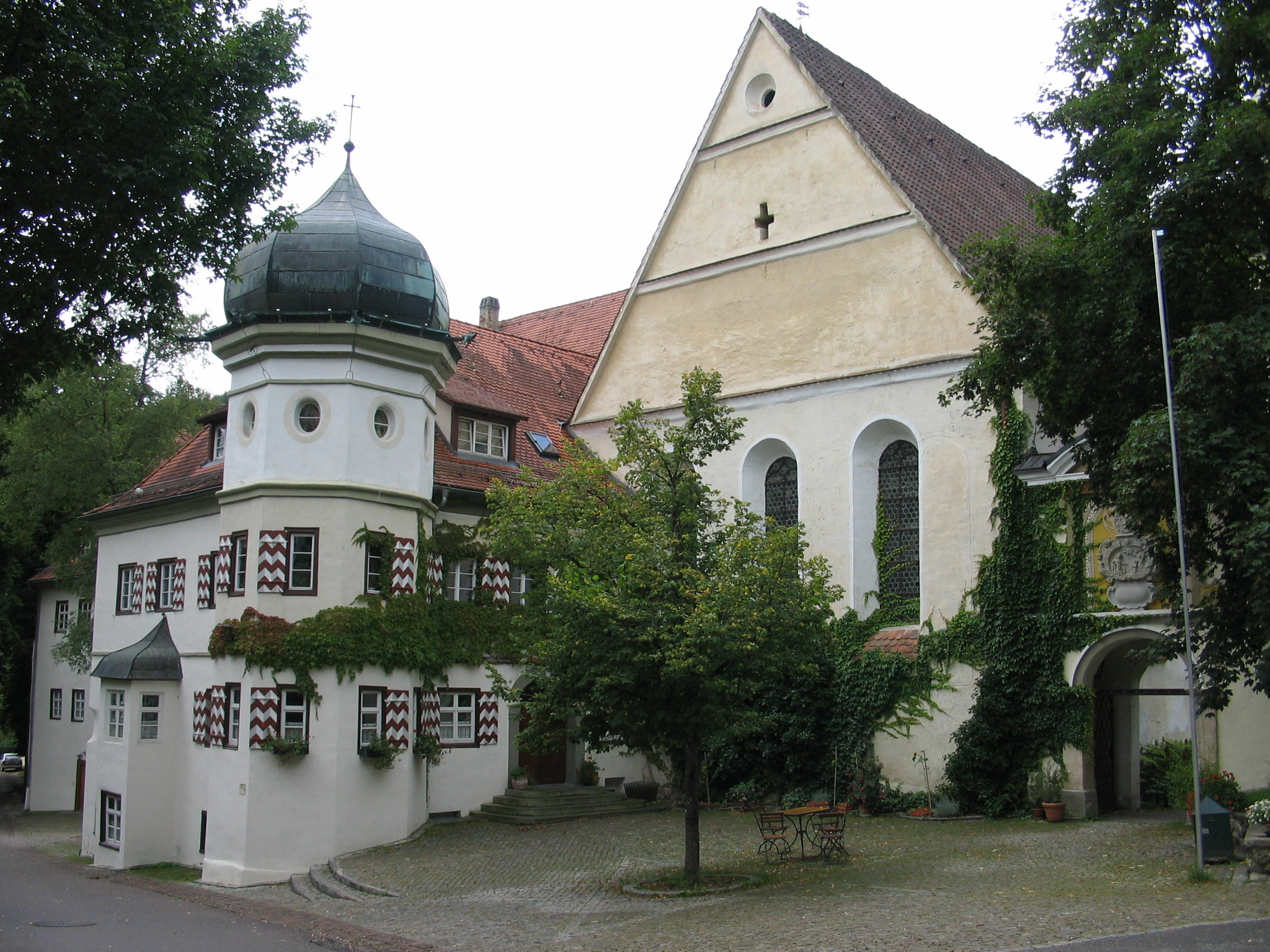
Klostret Urspring
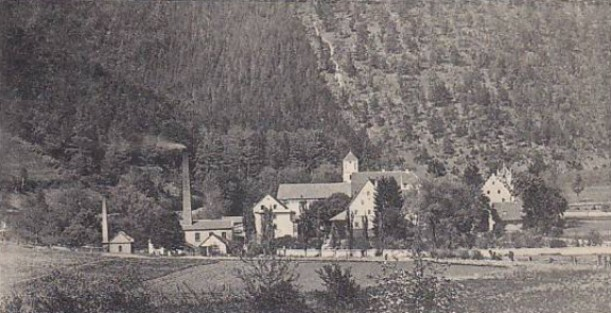
Benedektinerklostret Urspring, omkring 1900
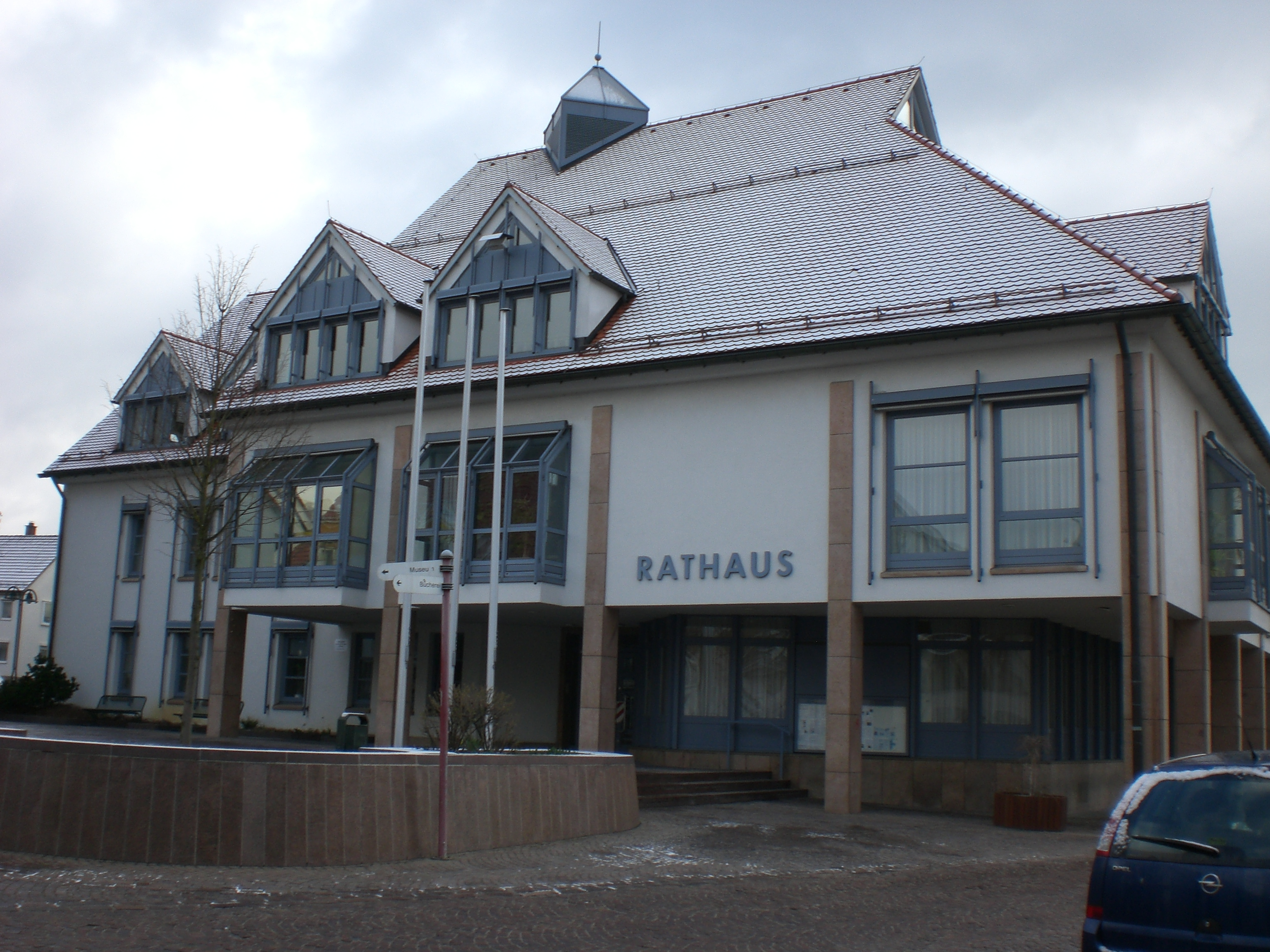
Rådhuset
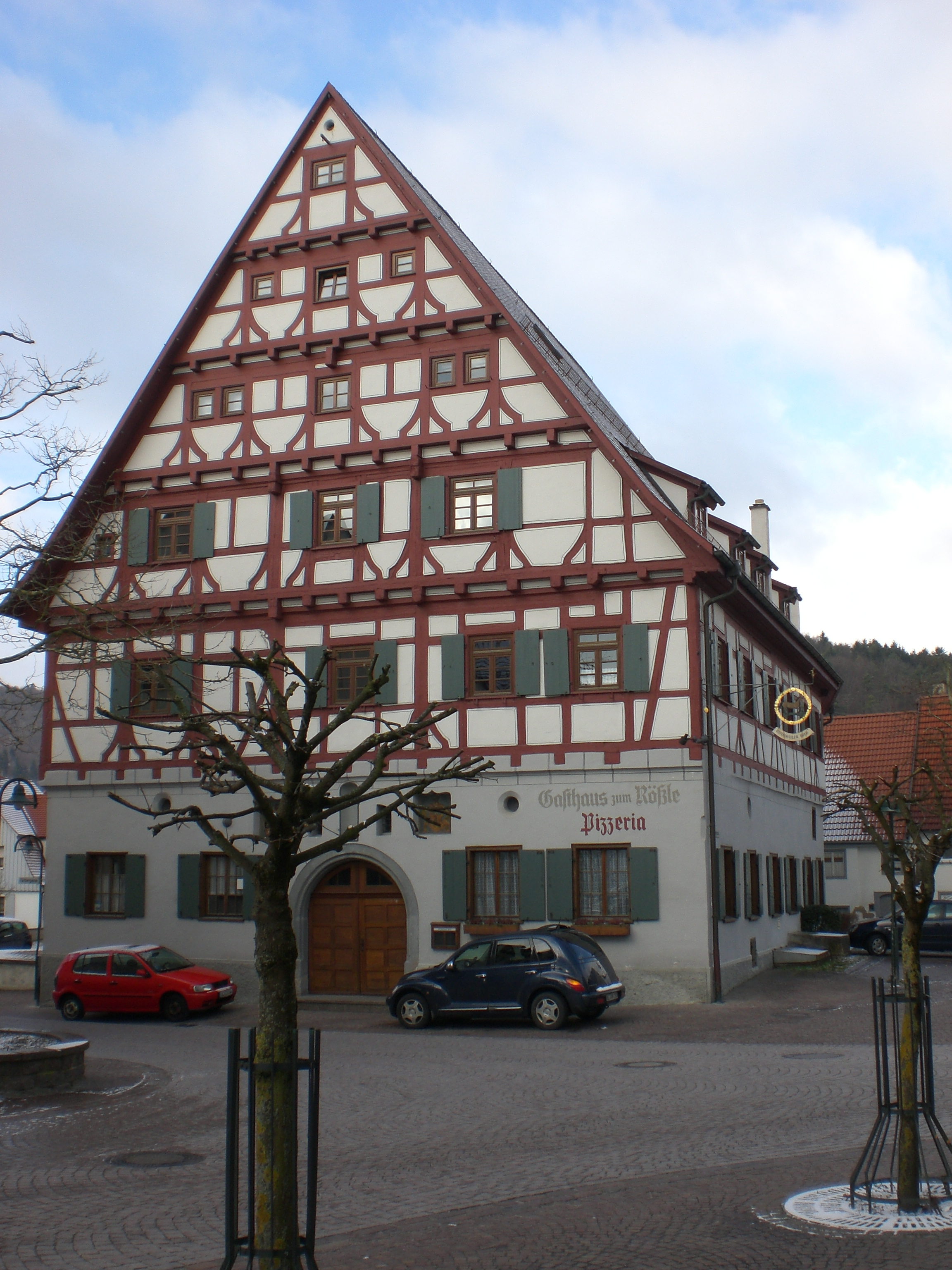
Gasthaus zum Rößle i Schelklingen, uppfört under 1500-talets senare hälft
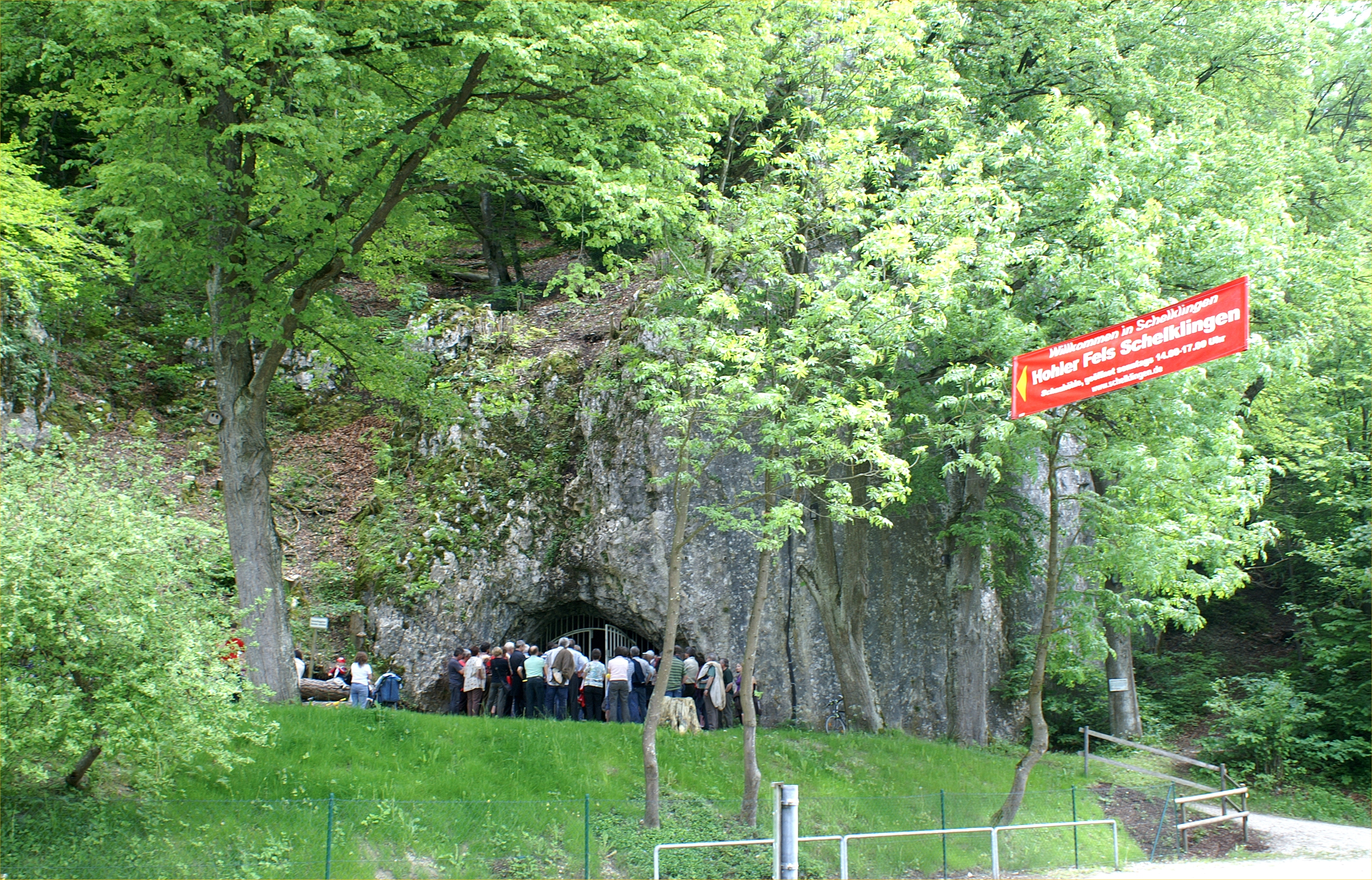
Hohle Fels